# Pelzer
Pelzer és una població dels Estats Units a l'estat de Carolina del Sud. Segons el cens del 2000 tenia 97 habitants.

## Demografia
Segons el cens del 2000, Pelzer tenia 97 habitants, 35 habitatges i 26 famílies. La densitat de població era de 197,1 habitants/km².
Dels 35 habitatges en un 28,6% hi vivien nens de menys de 18 anys, en un 65,7% hi vivien parelles casades, en un 5,7% dones solteres, i en un 25,7% no eren unitats familiars. En el 14,3% dels habitatges hi vivien persones soles el 2,9% de les quals corresponia a persones de 65 anys o més que vivien soles. El nombre mitjà de persones vivint en cada habitatge era de 2,77 i el nombre mitjà de persones que vivien en cada família era de 3,15.
Per edats la població es repartia de la següent manera: un 21,6% tenia menys de 18 anys, un 9,3% entre 18 i 24, un 29,9% entre 25 i 44, un 22,7% de 45 a 60 i un 16,5% 65 anys o més.
L'edat mediana era de 38 anys. Per cada 100 dones de 18 o més anys hi havia 111,1 homes.
La renda mediana per habitatge era de 44.063$ i la renda mediana per família de 55.000$. Els homes tenien una renda mediana de 43.750$ mentre que les dones 31.250$. La renda per capita de la població era de 21.518$. Cap de les famílies estaven per davall del llindar de pobresa.

## Poblacions més properes
El següent diagrama mostra les poblacions més properes.